# Fleetwood Mac (album de 1968)
Pour l'album sorti en 1975, voir Fleetwood Mac (album de 1975).
Pour les articles homonymes, voir Fleetwood.
Albums de Fleetwood Mac
Mr. Wonderful
(1968)
Fleetwood Mac, connu aussi sous le titre Peter Green's Fleetwood Mac, est le premier album studio du groupe de blues britannique éponyme, sorti en 1968. Il est constitué de reprises de titres de blues et de compositions originales des guitaristes Peter Green et Jeremy Spencer, qui se partagent aussi le rôle de chanteur. L'influence d'Elmore James y est importante avec deux reprises Shake Your Money Maker et Got To Move. L'album a atteint la quatrième place dans les charts britanniques.

## Contexte
Le 19 avril 1967, John Mayall, le leader de John Mayall & the Bluesbreakers, a donné à son coéquipier Peter Green du temps libre au studio Decca Studios à West Hampstead, Londres pour l'utiliser comme il le souhaitait. Quatre chansons sont sorties des sessions d'enregistrement, l'une d'entre elles étant un instrumental intitulée "Fleetwood Mac", du nom de la section rythmique, Mick Fleetwood et John McVie. Les trois autres chansons enregistrées ce jour-là étaient "First Train Home", "Looking for Somebody" et "No Place to Go". Après cette session d'enregistrement, Green a approché Fleetwood et McVie avec l'idée de former un nouveau groupe. Alors que Mick Fleetwood, qui avait été licencié des Bluesbreakers, était prêt à se joindre immédiatement, McVie était initialement hésitant. Green était sûr que McVie rejoindrait son groupe, alors il a placé une annonce dans le magazine Melody Maker pour un bassiste temporaire. Bob Brunning a répondu à celle-ci et il a été informé qu'ils joueraient au Windsor Jazz & Blues Festival le mois suivant. 
Green était catégorique sur le recrutement d'un deuxième guitariste dans Fleetwood Mac pour détourner une partie des projecteurs loin de lui. Le producteur du groupe, Mike Vernon, a parlé à Green d'un "guitariste de slide incroyable" tout en recherchant de nouveaux groupes à ajouter à la liste du label. Le nom du guitariste était Jeremy Spencer, qui avait formé son propre groupe appelé le Levi Set Blues Band au milieu des années 1960. Vernon a joué à Green une démo du groupe pour montrer le jeu de guitare de Spencer. Plus tard, Green s'est arrêté à un concert de Levi Set à Lichfield et a informé Spencer qu'il était membre de Fleetwood Mac. 
Au moment du festival de Windsor, Green avait déjà gagné la reconnaissance pour avoir remplacé le guitariste Eric Clapton dans les Bluesbreakers de John Mayall, ce qui a contribué à rehausser le profil du groupe. Peu de temps après les débuts en direct de Fleetwood Mac, McVie est devenu désenchanté par les Bluesbreakers et est parti à la suite de la décision de Mayall d'ajouter une section de cuivres à la programmation. McVie a ainsi rejoint Fleetwood Mac, remplaçant Brunning. 
Une version étendue de cet album a été incluse dans le coffret The Complete Blue Horizon Sessions.

## Titres
| No  | Titre                       | Auteur                        | Durée |
| --- | --------------------------- | ----------------------------- | ----- |
| 1.  | My Heart Beat Like a Hammer | Jeremy Spencer                | 3:31  |
| 2.  | Merry-Go-Round              | Peter Green                   | 4:19  |
| 3.  | Long Grey Mare              | Peter Green                   | 2:12  |
| 4.  | Hellhound on My Trail       | Robert Johnson                | 2:04  |
| 5.  | Shake Your Moneymaker       | Elmore James                  | 3:11  |
| 6.  | Looking for Somebody        | Peter Green                   | 2:49  |
| 7.  | No Place to Go              | Howlin' Wolf                  | 3:20  |
| 8.  | My Baby's Good to Me        | Jeremy Spencer                | 2:49  |
| 9.  | I Loved Another Woman       | Peter Green                   | 2:54  |
| 10. | Cold Black Night            | Jeremy Spencer                | 3:15  |
| 11. | The World Keep On Turning   | Peter Green                   | 2:27  |
| 12. | Got to Move                 | Elmore James, Marshall Sehorn | 3:18  |

## Personnel
- Peter Green – chant, guitare, harmonica
- Jeremy Spencer – guitare slide, piano, chant
- John McVie – basse sauf sur Long Grey Mare, Hellhound on My Trail et The World Keep On Turning
- Mick Fleetwood – batterie

Musicien supplémentaire :
- Bob Brunning – basse sur Long Grey Mare, Hellhound on My Trail et The World Keep On Turning